# Jean-Nicolas Papillon
Pour les articles homonymes, voir Papillon (homonymie).
Jean-Nicolas Papillon, né à Saint-Quentin en 1663 et mort en 1714, est un graveur sur bois français.
Fils puîné du graveur sur bois Jean I Papillon et oncle de Jean-Michel Papillon, Jean-Nicolas Papillon fut l’élève de son père. On est sans renseignements sur ses travaux.
Jean-Nicolas Papillon s’est marié une première fois en 1705 (AN, MC/ET/XVIII/430), puis en secondes noces en 1709 (AN, MC/ET/I/236).

## Sources
- Émile Bellier de La Chavignerie et Louis Auvray, Dictionnaire général des artistes de l'école française, Paris, Renouard, 1885, p. 199.
- Thierry Depaulis, « Graveurs en bois des XVIIe et XVIIIe siècles d'après Papillon : essai de prosopographie », Le Vieux Papier, fasc. 359, janvier 2001, p. 30-35 ; fasc. 360, avril 2001, p. 78-83 ; fasc. 361, juil. 2001, p. 130-135 ; fasc. 362, oct. 2001, p. 176-181 ; fasc. 363, jan. 2002, p. 226-231 ; fasc. 364, avril 2002, p. 269-274 ; fasc. 367, jan. 2003, p. 419-422.